# عباس نمر
عباس نمر (أبو عبد الله: 1953 - 2021) هو مؤرخ فلسطيني ولد في مدينة البيرة لعائلة من قرية دير أيوب الواقعة غرب مدينة القدس. ألف كتاب "لن ننسى قرى القدس المهجرة" وشارك في إلقاء المحاضرات عن تاريخ مدن وقرى فلسطين داخل الوطن العربي وخارجه، كما شارك في مؤتمرات علمية وتاريخية وتراثية محلية وعربية في مدن عدة كالشارقة، والعراق، وسوريا، ومصر، والأردن، وموريتانيا.
حاز على جوائز وشهادات تقديرية محلية وعربية، وترجم العديد من الأبحاث إلى اللغة الإنجليزية.
توفي في مدينة عمان بتاريخ 29 نوفمبر 2021.

## سيرته
شغل عباس نمر عليان منصب رئيس وحدة شؤون القدس في وزارة الأوقاف والشؤون الدينية ومسؤول مديرية التراث الإسلامي لمدة تزيد على عشر سنوات، ومحاضر دائم في مؤتمر القدس الذي تعقده جامعة النجاح الوطنية، وأستاذاً مساعداً غير متفرغ في الجامعة الأردنية بين عامي 1994-1996. ثم انتقل للعمل في كلية العلوم التربوية التابعة لوكالة الغوث واللاجئين في عمان خلال الفترة (1996-2001).
كان كاتب وباحث في صحيفة القدس الفلسطينية منذ العام 1994 في الزاوية الدينية "فذكر ان نفعت الذكرى" والتي تنشر أسبوعياً يوم الجمعة ويومياً طيلة شهر رمضان المبارك.
مثل فلسطين في عدة مؤتمرات خارج الوطن منها:
- مؤتمر الآثار والتراث، الشارقة عام 1999.
- مؤتمر عن العولمة، نواكشوط عام 2000.
- مؤتمر المكتبيين العرب القاهرة عام2001.
- مؤتمر يوم الوثيقة العربية، دمشق عام 2001 /2002.
- مؤتمر علماء بلاد الشام، عمان عام 2003.
- الندوة الدولية ( القدس في المصادر التاريخية) جامعة الدول العربية، القاهرة عام 2005.

وكان عضواً في العديد من الإتحادات والمؤسسات منها:
- عضو في إتحاد المؤرخين العرب.
- عضو في إتحاد المكتبيين العرب.
- عضو مؤسس للموسوعة الفلسطينية.
- عضو القلكلوريين الفلسطينيين.
- عضو مؤسس في جمعية الأمعري الخيرية.
- عضو مشارك في مؤتمر الآثار والتراث في الشارقة-الإمارات عام 1999.

## مؤلفاته وأبحاثه
صدرت له العديد من المؤلفات والأبحاث نُشرت في صحيفة القدس ومجلات عدة كمجلة الإسراء ومجلة المنبر منها:
1. دير أيوب … قرية تتحدى الطمس/ كتاب شامل عن تاريخ القرية، مطبعة الشرق- البيرة عام 1993.
2. مدينة اللد … بيارة الذكريات، إصدار وزارة الأوقاف، القدس عام 1996.
3. مقدساتنا وأطماع اليهود، إصدار وزارة الأوقاف، مطبعة دار الأيتام عام 1999.
4. مقام النبي موسى بين الأمس واليوم. وترجم إلى عدة لغات.
5. أبحاث عدة عن قرى ومدن فلسطين المدمرة، وتزيد هذه الأبحاث عن 50 قرية مدمرة.
6. ثلاث مقالات عن سباق الخيل والفروسية في فلسطين، ترمسعيا عام 2008.
7. مقالة حول النقود الفلسطينية خلال الأعوام 1927-1948.